# Emin Imamaliev
Emin Imamaliev (en azéri : Emin İmaməliyev), né le 7 août 1980 à Bakou en Azerbaïdjan, est un footballeur international azerbaïdjanais, qui évoluait au poste de milieu de terrain. 
Il compte 44 sélections et 1 but en équipe nationale entre 2000 et 2007.